# Canale interno del Rheintal
Il canale interno del Rheintal (in tedesco Rheintaler Binnenkanal) è una rete di canali artificiali situata nel Distretto di Rheintal, Canton San Gallo.

## Geografia
Il Canale interno del Rheintal inizia a Sennwald e si unisce al Vecchio Reno, ossia l'antico corso del Reno, a St. Margrethen. L'Ufficio federale dell'ambiente non considera il canale come un corpo idrico indipendente, ma come il corso superiore del Vecchio Reno. La "sorgente" del canale sarebbe il Chelenbach, che nasce a circa 1450 m s.l.m. sotto l'Heierli Nadel. Questo scorre nella pianura della Rheintal fino a Dornen, vicino a Sennwald, e poi cambia nome in "Canale interno del Rheintal". A est di Platten, a Sennwald, il canale scorre parallelo al canale interno del Werdenberg per alcune centinaia di metri. Qui, grazie a diversi sbarramenti, l'acqua può essere deviata da un canale all'altro a seconda della situazione di piena.

### Origine
Fino al XIX secolo, il Reno era un fiume della Rheintal nel Canton San Gallo e nel Vorarlberg. Si diramava regolarmente in nuovi affluenti, impedendo così lo sviluppo di grandi villaggi e compromettendo l'agricoltura. Con il progetto di regolazione del Reno, il Reno Posteriore a Domleschg e il Reno Anteriore da Reichenau alla nuova foce nel Lago di Costanza presso Fußach / Hard sono stati incanalati o deviati. Per evitare future inondazioni durante le piene, le confluenze dei fiumi laterali sono state limitate a poche eccezioni. Sul versante svizzero, ci sono solo due interruzioni da parte della diga del Reno tra Sargans e il Lago di Costanza. Si tratta dell'afflusso del canale Vilterser-Wangser presso Trübbach, a Wartau, e della confluenza del Werdenberger Binnenkanal all'altezza di Lienz, a Altstätten.
Con poche eccezioni, tutti i maggiori affluenti tra l'Alpstein e il Reno nella valle del Reno sangallese sono stati incanalati e dotati di almeno una trappola per la ghiaia e poi immessi in un canale interno che corre parallelo al Reno. Nel Kanal, come viene chiamato in dialetto alemanno, confluiscono anche i canali minori dei campi del Rheintal creati in seguito alla bonifica della pianura del Reno. Il risultante Canale interno del Reno fu completato nel 1904 dopo dieci anni di lavori. I costi di costruzione ammontarono a 6.175.000 franchi svizzeri.
Il Rheintaler Binnenkanal è lungo circa 23 chilometri e scorre lungo i villaggi di Sennwald, Lienz, Rüthi, Oberriet, Montlingen, Kriessern, attraversando Widnau e passando per Au. Nella parte orientale di St. Margrethen, dopo il lido di Bruggerhorn, sfocia nel Vecchio Reno.
Sul lato austriaco del Reno c'è anche un canale interno per il drenaggio della Rheintal, il Canale interno di Vorarlberg.

### Affluenti

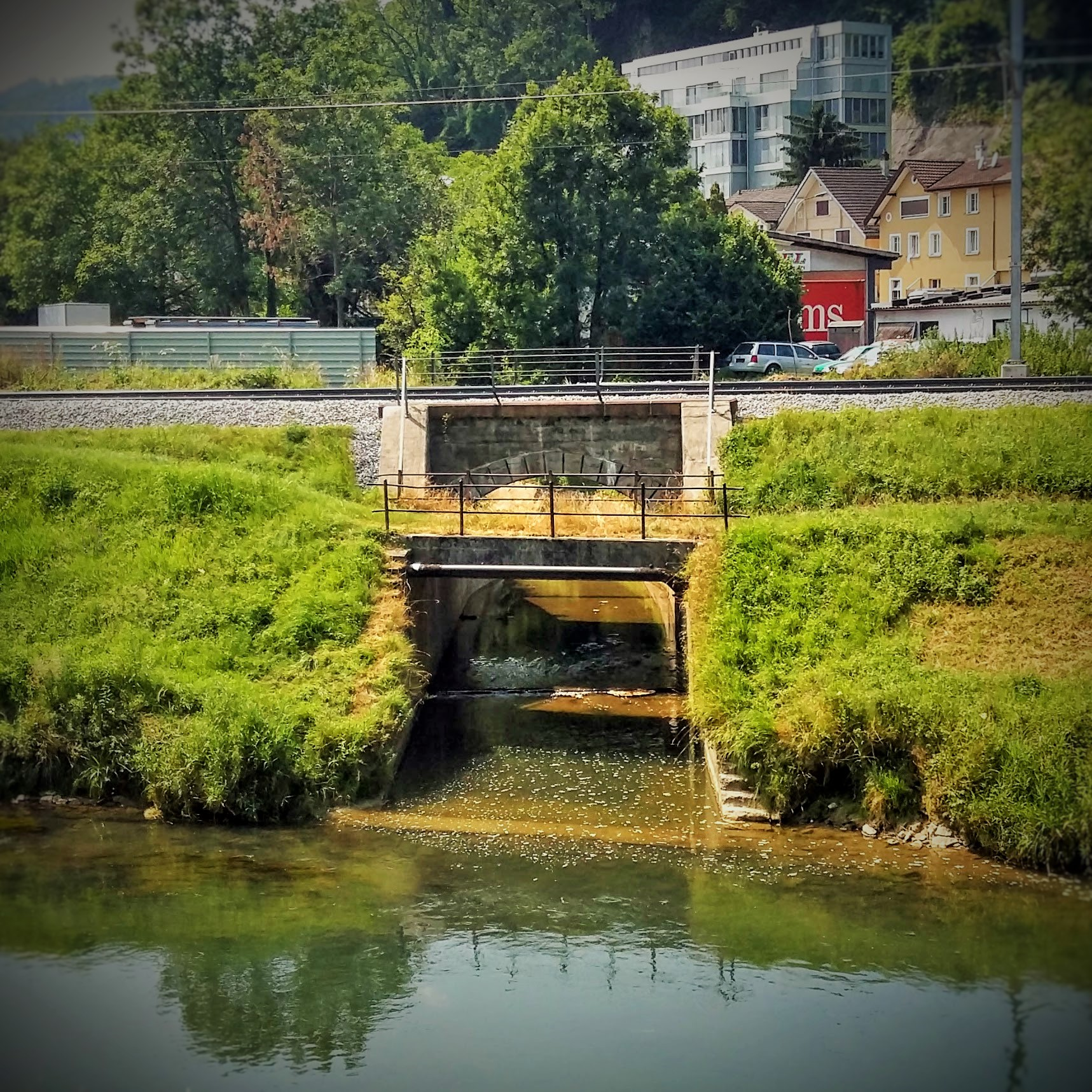
Affluenza del Littenbach nel Canale interno del Rheintal presso Au

Il Canale interno del Rheintal comprende tutti gli affluenti originari sul lato sinistro del Reno tra Sennwald e St. Margrethen, fra cui:
- Durrenbach, a sinistra
- Rietaach, a sinistra
- Zapfenbach, a destra
- Länderenaach, a sinistra
- Böschaach, a destra
- Littenbach, a sinistra

## Importanza economica

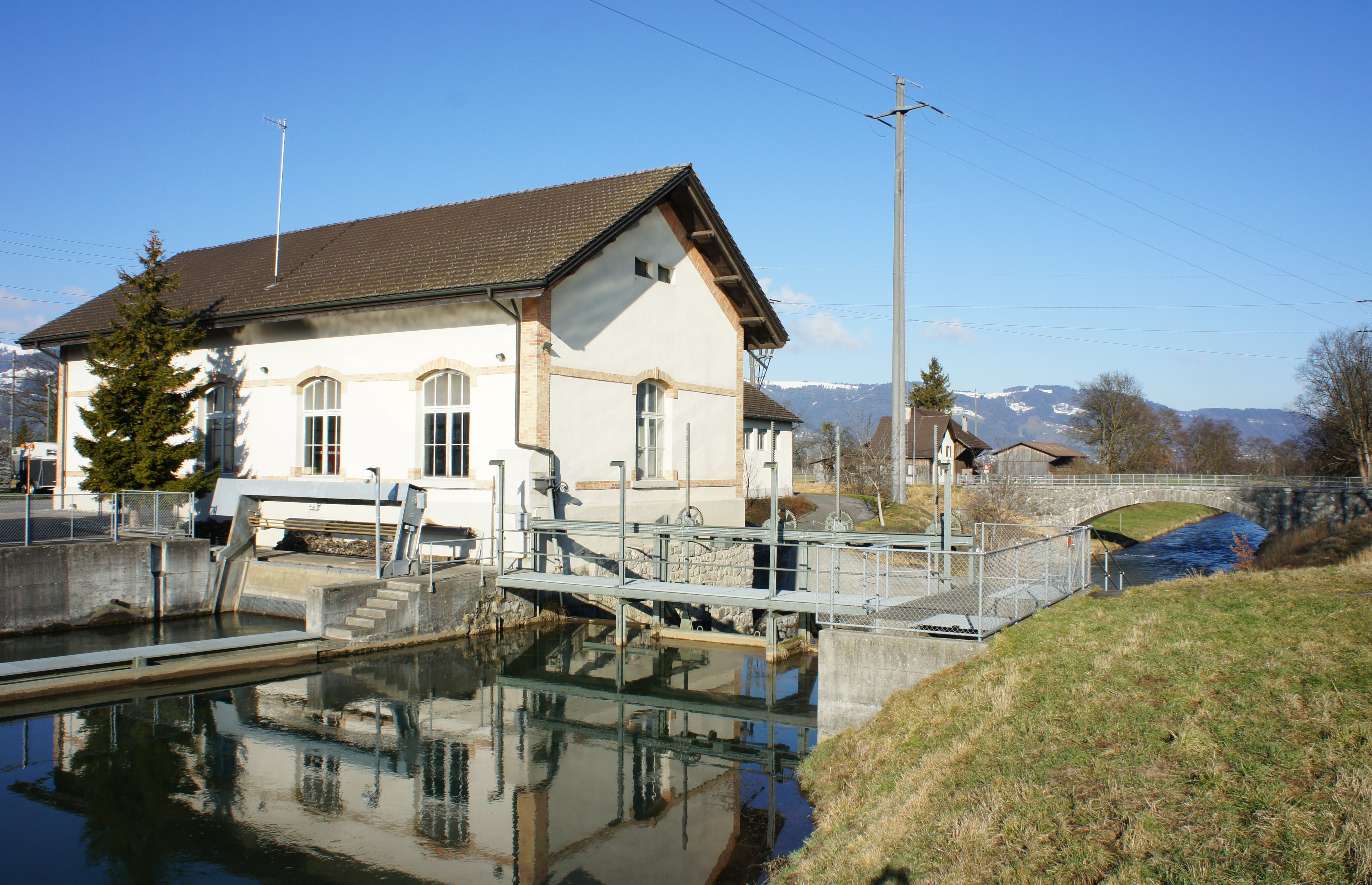
Centrale idroelettrica di Montlingen

Il Canale interno del Rheintal viene utilizzato per generare energia elettrica attraverso tre sbarramenti con piccole centrali elettriche incorporate.

## Navigazione
Nei mesi estivi, il tratto sotto l'ultimo sbarramento a Montlingen fino ad Au o St. Margrethen è spesso utilizzato da gommoni e canoe.
Dal 1994, ogni estate si tiene una regata sul canale nei pressi di Widnau.  Questa piccola festa popolare è organizzata dalla Società ginnica di Widnau, dalla Società musicale di Widnau e dal quotidiano regionale Rheintaler. I partecipanti gareggiano con canoe, gommoni, barche e pinne autocostruite.
 L'attrazione principale della corsa è la barca Bschütti-Binna, guidata da una personalità di spicco.

## Ambiente

### Rinaturazione

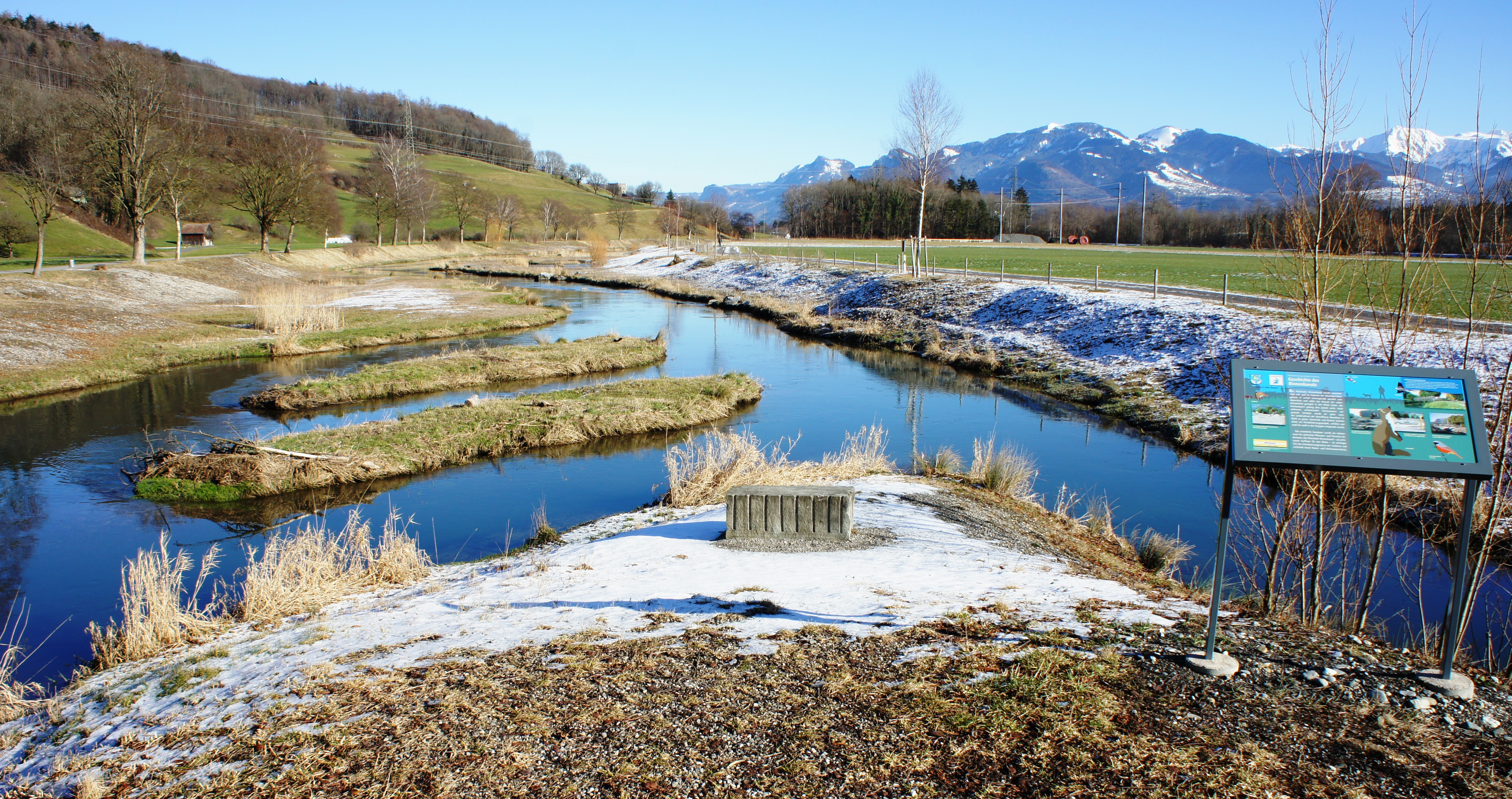
Tratto rinaturizzato presso Rüthi

A causa di alcune inondazioni causate da forti piogge nelle zone degli affluenti del canale, il comune di Rüthi cercò una soluzione per un migliore drenaggio dell'acqua. Nella pianificazione di questo progetto vennero considerati anche gli aspetti ecologici, e nel giugno 2006 venne quindi avviato il progetto di rinaturazione Rheintaler Binnenkanal - Hochwasserschutz und Ökologie im Einklang (Canale interno del Rheintal - Protezione dalle inondazioni e ecologia in armonia). Il progetto è stato realizzato in più fasi fino all'estate del 2008.

### Livello dell'acqua
Il livello dell'acqua del canale interno della Valle del Reno è costantemente monitorato dalla Divisione idrologia dell'Ufficio federale dell'ambiente (UFAM). A tale scopo è stata allestita la stazione di misurazione di Rheintaler Binnenkanal – St.Margrethen presso Bruggerhorn. I dati di misurazione attuali sul livello dell'acqua e altre informazioni sono disponibili sulla pagina corrispondente dell'UFAM. Nel 2022 le rilevazioni hanno misurato una portata media di 9,74 m³/s.  Nel 2021 la temperatura media dell'acqua era di 10,5 °C.